# Cyclomia vinosaria
Cyclomia vinosaria är en fjärilsart som beskrevs av George Francis Hampson 1901. Cyclomia vinosaria ingår i släktet Cyclomia och familjen mätare. Inga underarter finns listade i Catalogue of Life.